# Hunslet Engine Company

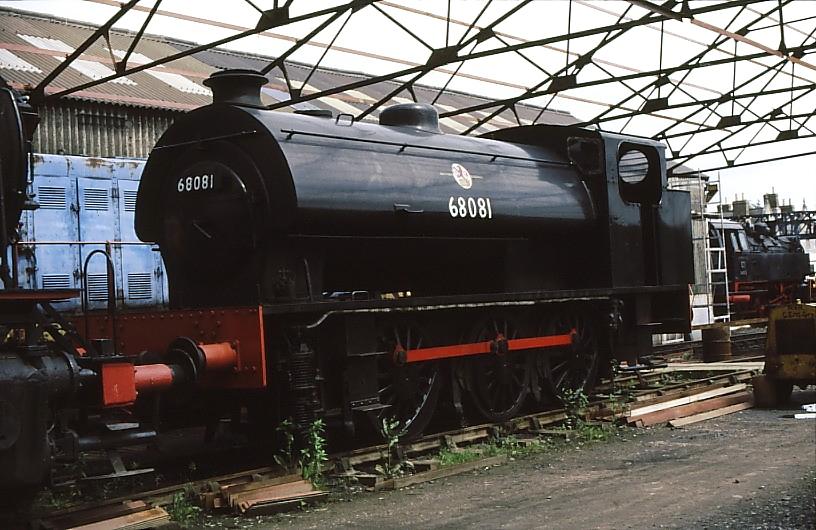
Lokomotywa przetokowa Austerity 0-6-0ST, najsłynniejszy produkt zakładów

Hunslet Engine Company – brytyjskie przedsiębiorstwo z siedzibą w Leeds zajmujące się produkcją lokomotyw przetokowych. Działa od 1864 roku, a obecnie jest częścią koncernu LH Group.

## Historia

### Wiek XIX

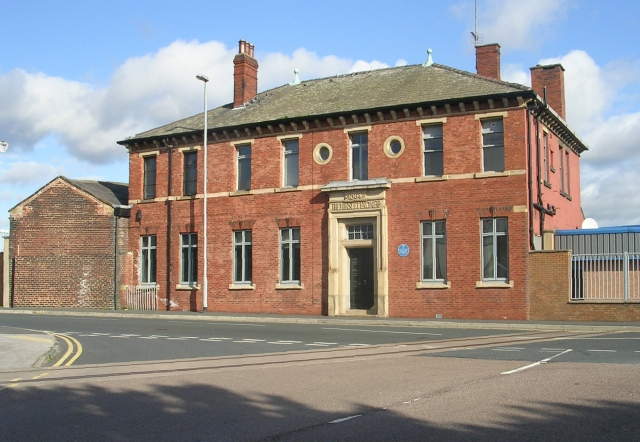
Siedziba firmy w latach 1864-1995, Jack Lane, Leeds

Przedsiębiorstwo zostało założone w 1864 roku przez inżyniera Johna Towlertona Leathera przy ulicy Jack Lane w Leeds, na terenach należących wcześniej do Railway Foundry. Na stanowisko kierownika robót Leather zatrudnił Jamesa Campbella, syna Alexandra Campbella i menedżera Railway Foundry. W latach 1865–70 zakłady produkowały średnio 10 lokomotyw rocznie; dopiero w 1871 roku liczba ta wzrosła do 17, by przez następne 30 lat osiągnąć pułap 34.
Pierwszą konstrukcją, która zjechała z linii produkcyjnej był „Linden”, normalnotorowy parowóz o układzie osi „C”, wyposażony w zbiornik siodlasty. Linden trafił do firmy Brassey and Ballard zajmującej się inżynierią lądową. Wśród pierwszych klientów Hunsleta znajdowały się głównie firmy inżynieryjne oraz kopalnie węgla, co przełożyło się na asortyment – podstawowym produktem schodzącym z taśm były proste lokomotywy przetokowe oraz przemysłowe.
W 1870 roku Hunslet zbudował pierwszy parowóz wąskotorowy (rozstaw 578 mm) ochrzczony „Dinorwic” o układzie osi „B” przeznaczony dla kamieniołomów Dinorwic Slate Quarry w Llanberis. Przemianowany później na „Charliego” parowóz był pierwszym z kolejnych 20 skonstruowanych na potrzeby powyższej firmy i przyczynił się do ustalenia pozycji Hunsleta jako głównego producenta maszyn do pracy w kamieniołomach. Zakłady Dinorwic Slate Quarry połączone były z Port Dinorwic szynami o rozstawie 1219 mm – Hunslet wyprodukował trzy tendrzaki o układzie osi „C” – „Dinorwica”, „Padarna” i „Velinheliego” – które pracowały na tej linii. Bazując na pierwotnym modelu w latach 1882-83 Hunslet wyprodukował 3 lokomotywy wąskotorowe przeznaczone do pracy na kolei Penrhyn Quarry Railway łączącej Bethesdę i Port Penrhyn w północnej Walii. Dwie z nich – „Blanche” i „Linda” – nadal funkcjonują, podczas gdy trzecia – „Charles” – trafiła do muzeum.
W 1871 roku James Campbell odkupił zakłady za cenę 25 tysięcy funtów (wpłaconych w 5 ratach w ciągu kolejnych 2 lat), które odtąd przez wiele lat znajdowały się w posiadaniu rodziny Campbellów.
Pierwszą lokomotywą zbudowaną na eksport był tendrzak „No. 10” o układzie osi „B”, który przez Hull i Rotterdam trafił na Jawę. Duża liczba parowozów o małym rozstawie osi (w układzie „C”) trafiła do Manchester Ship Canal Company obsługującej transport w obrębie Kanału Manchesterskiego.

### Wiek XX
Do 1902 roku Hunslet dostarczał lokomotywy do ponad 30 krajów na całym świecie. W Irlandii sprzedawał parowozy dla nowo otwartych kolei wąskotorowych, zaś w 1897 skonstruował trzy maszyny na potrzeby Listowel & Ballybunion Railway, kolei jednoszynowej systemu Lartigue'a.
W 1902 roku firma przeszła reorganizację stając się prywatną spółką kapitałową, choć zarząd nadal znajdował się w rękach Jamesa Campbella i jego czterech synów. Po jego śmierci w 1905 roku dyrektorami zostali Alexander i Robert Campbellowie. W tymże roku przedsiębiorstwo rozpoczęło budowę serii lokomotyw o układzie osi „1'C1” przeznaczonych dla Sierra Leone Government Railway jak również wąskotorowej lokomotywy „Russell” (rozstaw 597 mm) dla Portmadoc, Beddgelert and South Snowdon Railway.
W 1909 roku z taśm produkcyjnych zeszła tysięczna lokomotywa.

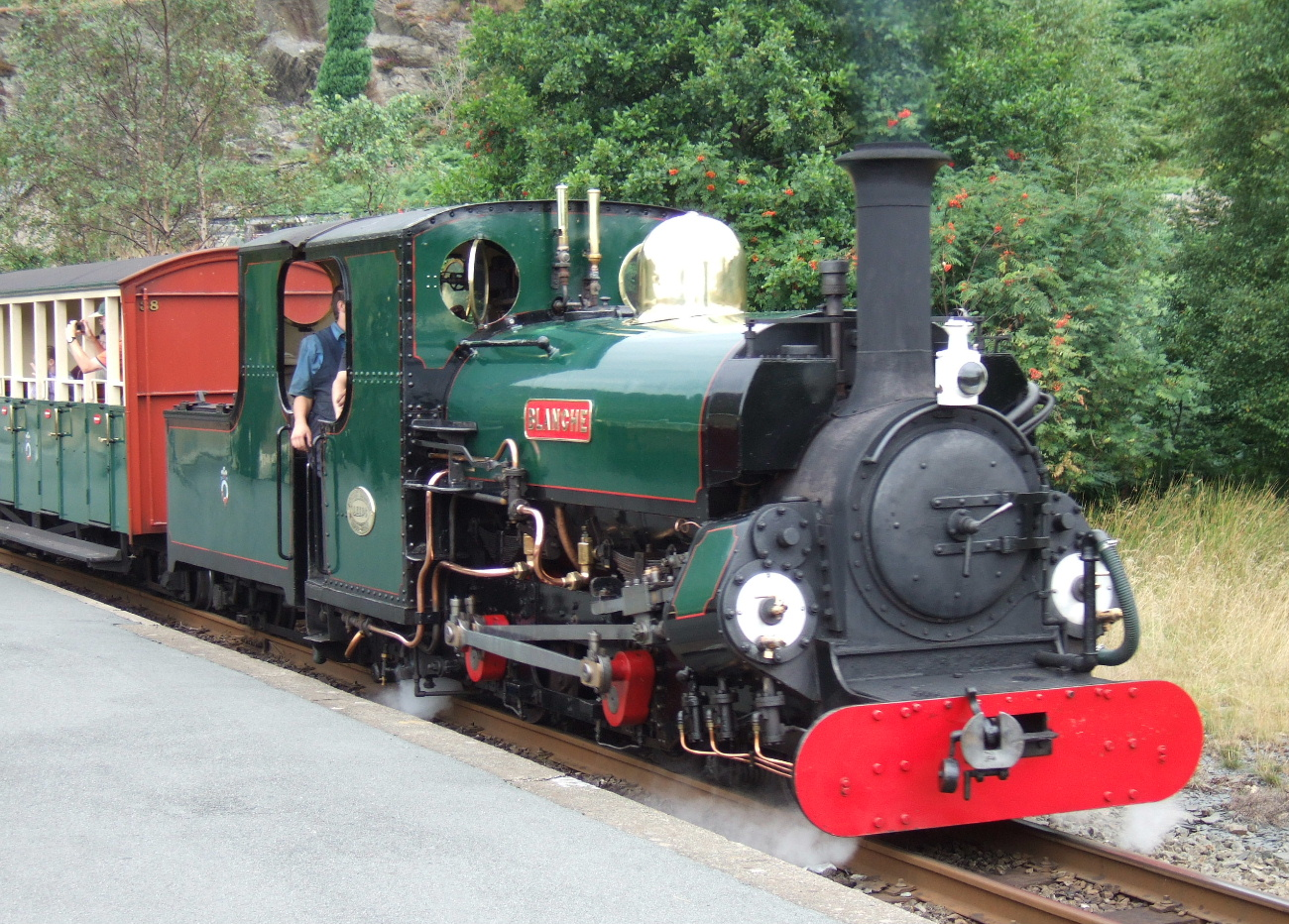
„Blanche” pracuje obecnie na Ffestiniog Railway

W wyniku rodzinnego zatargu z firmy odeszli Will oraz Gordon, zaś poważny wypadek zmusił Roberta do wycofania się z pracy na stanowisku kierownika robót. Na jego miejsce w 1912 roku przyszedł Edgar Alcock, wcześniej asystent kierownika robót w Beyer, Peacock and Company. W tym czasie zamorscy klienci Hunsleta zaczęli składać zamówienia na daleko większe i potężniejsze maszyny niż te produkowane dotychczas. Jednakże wybuch I wojny światowej przyniósł kres zamówieniom, zaś Hunslet – jak inne przedsiębiorstwa z branży – przestawił się na produkcję wojenną.
Warunki ekonomiczne po wojnie były bardzo ciężkie wszakże Hunslet zdołał przyciągnąć zagranicznych klientów, a dodatkowo otrzymał zamówienie na produkcję 90 sztuk fowlerów 3F 3F 0-6-0T dla London, Midland and Scottish Railway. W latach 30. przedsiębiorstwo wyprodukowało jedne z największych lokomotyw w swej historii (w układzie „D”) do pracy na promach kolejowych w Chinach. Modele wzorowane na tym samym projekcie trafiły również do Indii. Wielki kryzys przyniósł bankructwo wielu firmom w Wielkiej Brytanii – Hunslet wykupił w tym czasie wielu z upadających przedstawicieli branży (m.in. Kerr, Stuart and Company, Avonside Engine Company czy Manning Wardle).
W trakcie II wojny światowej Hunslet ponownie zajął się produkcją amunicji, a prócz tego zaprojektował na potrzeby Departamentu Wojny tendrzak, który szybko stał się podstawową lokomotywą przetokową na torach Wielkiej Brytanii.
Po wojnie zakłady Hunslet kontynuowały produkcję lokomotyw parowych jednocześnie wypuszczając na rynek lokomotywy dieslowskie. W 1972 roku zakupiły firmę Andrew Barclay Sons & Co., przemianowając ją na Hunslet-Barclay. W 1995 roku zamknięto dotychczasową siedzibę zakładów na Jack Lane, a Hunslet stał się częścią LH Group. 
Ostateczna liczba wyprodukowanych lokomotyw parowych wyniosła 2236 sztuk.